# ロレスターン

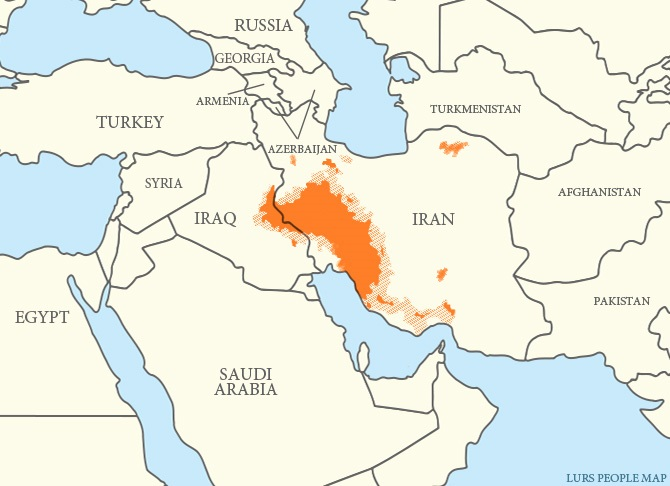
ロレスターンに含まれる地域

行政区のロレスターン州

ロレスターン（لورستان, Lorestan）とは、イラン南部の地域名である。ルリスターン（Luristan）とも表記される。

## 地理
ロレスターンは「ロル族の国」を意味する言葉であり、おおまかにはイラン南西部のザグロス山脈南部のロル族の居住する地域を指す。ケルマーンシャー、エスファハーン、シーラーズ、アフヴァーズを結んだ領域内のザグロス山脈、フーゼスターンの平地が広義のロレスターンに相当し、イラン・イスラム共和国の行政区であるロレスターン州よりも範囲は広い。テヘランとペルシア湾沿岸部を結ぶ道路と縦貫鉄道が走る交通の要衝となっている。
領域内には標高1,600m前後の山地が連なり、深い渓谷が形成されている。ザーヤンデルード川、カールーン川、カルケ川などのイランの主要な河川の源流があり、高地の間に平原と低い丘陵が広がっている。住民の大部分は十二イマーム派のイスラム教を信仰し、スンナ派、ヤルサン教（アフレ・ハック）を信仰する少数派も存在する。ロレスターンでは外部のイスラーム世界と異なる信仰や儀式が見られ、19世紀に住民を教化するための指導者が派遣された。

## 歴史
ロレスターンはエラム文化圏に含まれ、サーサーン朝時代の遺跡が多く存在するにもかかわらず、地方史とロル族の歴史について不明な点が多く、大ロルと小ロルに地方政権が出現した12世紀以降にロル族の社会が外部の世界で言及されるようになった。ロル族の政治史は不明な点が多く、史料にも異同が見られることが多い。
紀元前7千年紀の新石器時代の集落の跡がザグロース山麓や渓谷で発見されており、住民は集落を拠点として狩猟、採集、漁業、牧畜、農耕で生計を立てていた。ロレスターンに存在した大規模な集落は紀元前4千年紀末までに消滅しているが、集落の衰退の原因として気温の低下や土壌の変化が挙げられている。1928年頃からイラン国内で盗掘された青銅器が骨董市を経て海外に流出し、それらの青銅器はケルマーンシャー付近から出土したと伝えられたことから「ルリスタン青銅器」と呼ばれた。青銅器が制作された年代や制作した民族などは明らかになっておらず、類似した青銅器はロレスターン以外の地域からも出土している。
セレウコス朝（紀元前312年 - 紀元前63年）の時代に、再びロレスターンに都市や村落が建設される。12世紀以降ロレスターンはデズ川を境界として大ロルと小ロルに分かれ、大ロルをハザーラスプ朝、小ロルをホルシード朝（ホルシーディ朝）が支配した。ハザーラスプ朝は1424年にティムール朝に滅ぼされ、ホルシード朝は1597年/1598年にサファヴィー朝に滅ぼされたが、ホルシード朝の王族はワーリー（総督）としてサファヴィー朝支配下のロレスターンの統治を命じられた。
10世紀のトゥルクマーンの侵入、13世紀以降のモンゴル帝国とティムール朝の破壊を経験し、ロレスターンの住民は外敵から身を守るために遊牧生活を取り入れるようになった。1922年から1933年にかけてイラン政府はロレスターンの遊牧民を定住化させるための軍事作戦を展開し、レザー・シャーの時代にロレスターンの住民は定住生活への転換を迫られる。